# Bonnetia chimantensis
Bonnetia chimantensis là một loài thực vật có hoa thuộc họ Clusiaceae.
Loài này chỉ có ở Venezuela, trong vườn quốc gia Canaima, tại đây việc khai khoáng và du lịch đã đe doạ đến môi trường sống của chúng ở các độ cao thấp. 